# رمضان في مكة المكرمة والمدينة المنورة

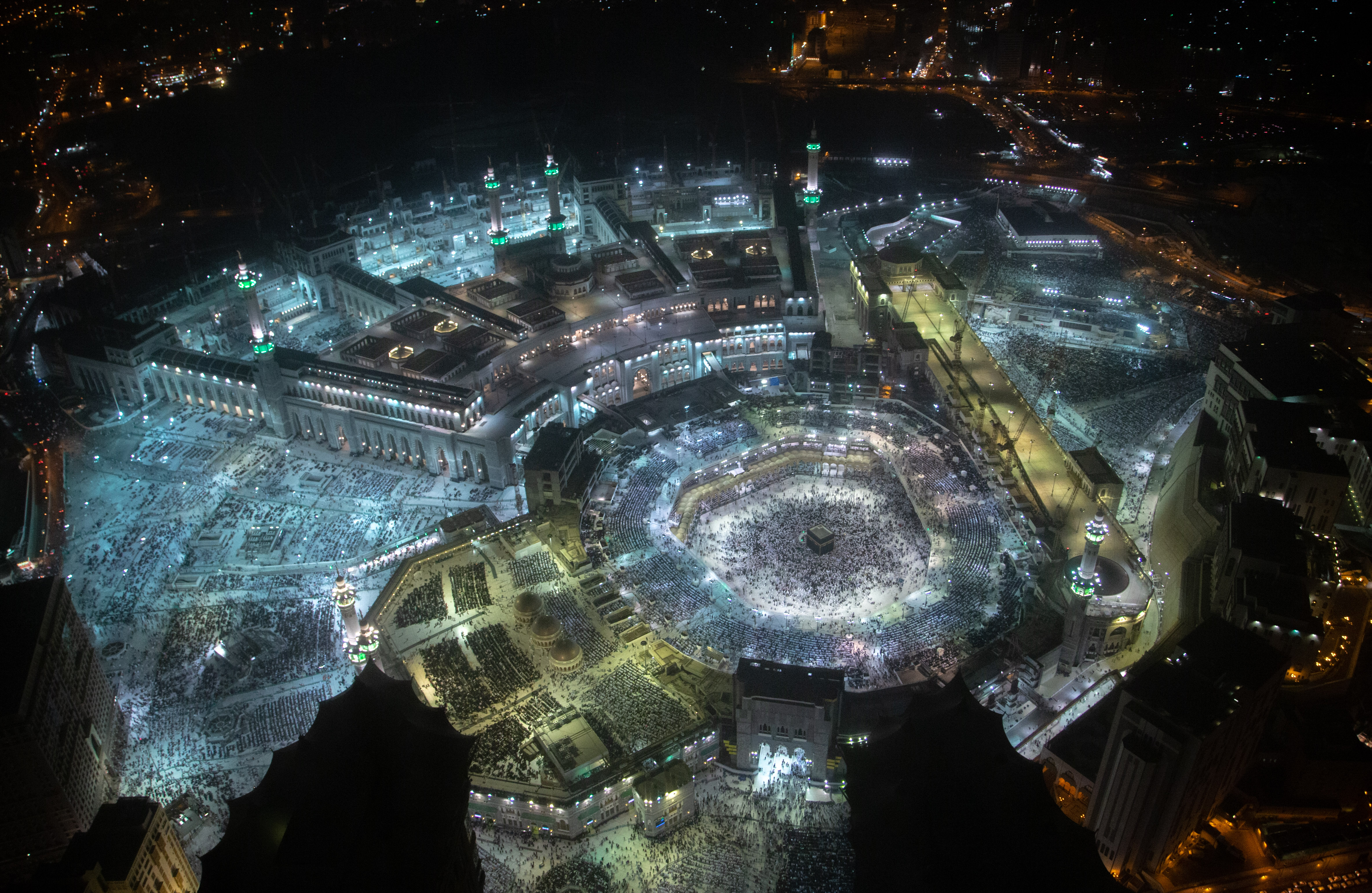
إقبال كبير على العمرة في شهر رمضان المبارك.

رمضان في مكة المكرمة والمدينة المنورة يعتبر وقتًا مميزًا حيث يجتمع المسلمون من جميع أنحاء العالم لأداء الصيام والعبادة في الأماكن المقدسة.

## الصلاة والعبادة في المدينتين

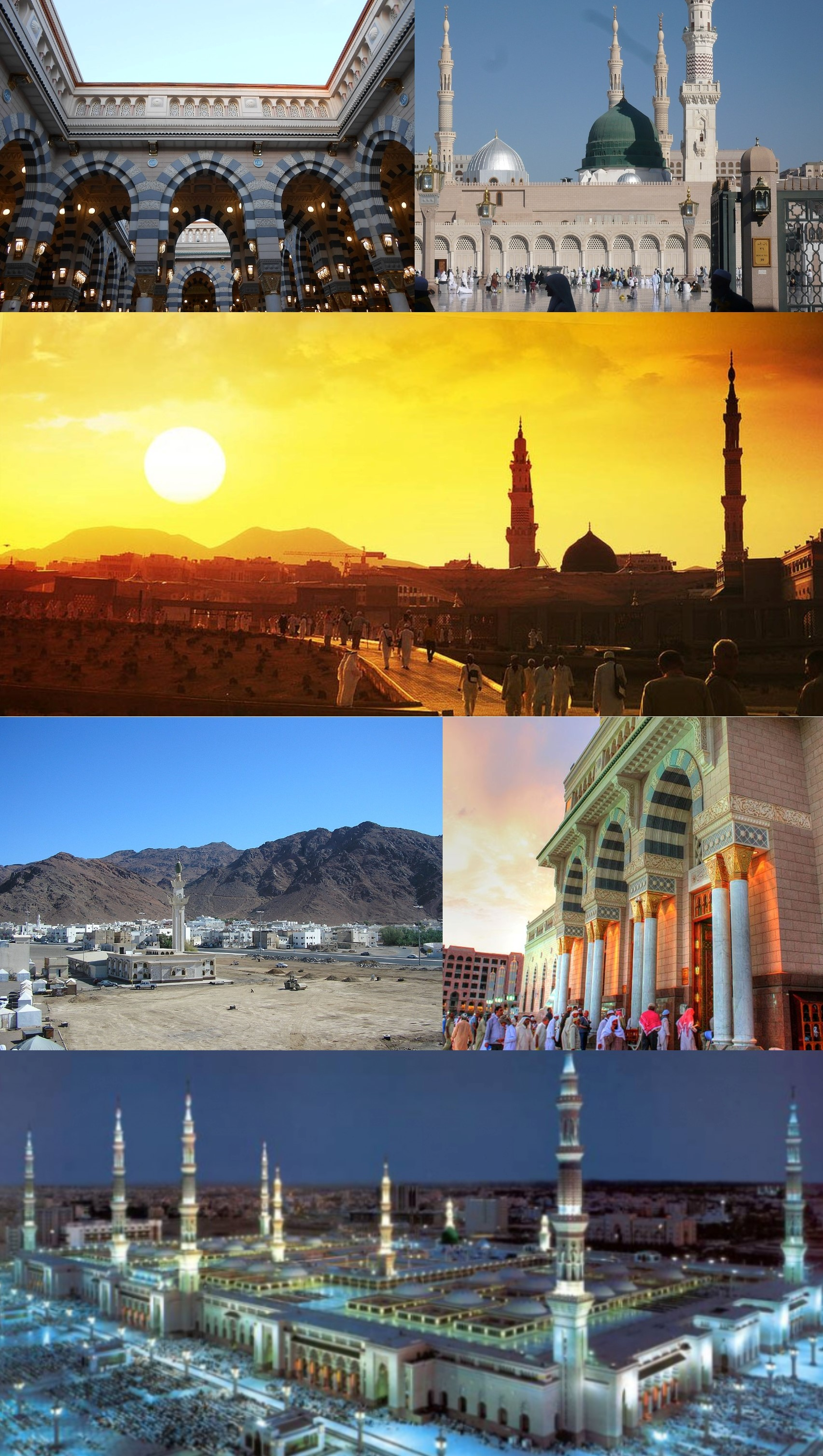
مساجد في المدينة المنورة في السعودية إذ تمتلئ بالمصليين في شهر رمضان المبارك.

تعتبر صلاة التراويح وقيام الليل من العبادات الرئيسية في شهر رمضان. المسلمون يتوجهون إلى المسجد الحرام في مكة المكرمة والمسجد النبوي في المدينة المنورة لأداء الصلاة وقراءة القرآن الكريم. هناك أيضًا سُنَن أخرى مثل صلاة التراويح التي تُصلى بعد صلاة العشاء في المساجد.

## الإفطار الجماعي
تعتبر تجربة الإفطار الجماعي في المسجد الحرام والمسجد النبوي من أبرز التجارب التي يشهدها المسلمون في هذه المدينتين. يتم توزيع وجبات الإفطار على الصائمين في المساحات المخصصة داخل المسجدين.

## الزيارة الدينية
يقصد الكثير من المسلمين مكة المكرمة والمدينة المنورة في شهر رمضان لأداء العمرة والزيارة الدينية. يعتبر أداء العمرة في شهر رمضان مكفرًا للذنوب ويحظى بروحانية خاصة.

## التواصل الاجتماعي
يتميز رمضان في مكة المكرمة والمدينة المنورة بروح التضامن والتواصل الاجتماعي بين المسلمين. يتبادلون التهاني والتبريكات بحلول شهر رمضان ويتبادلون الأطعمة والهدايا والزيارات في هذا الوقت الفضيل.

## الأجواء الروحانية

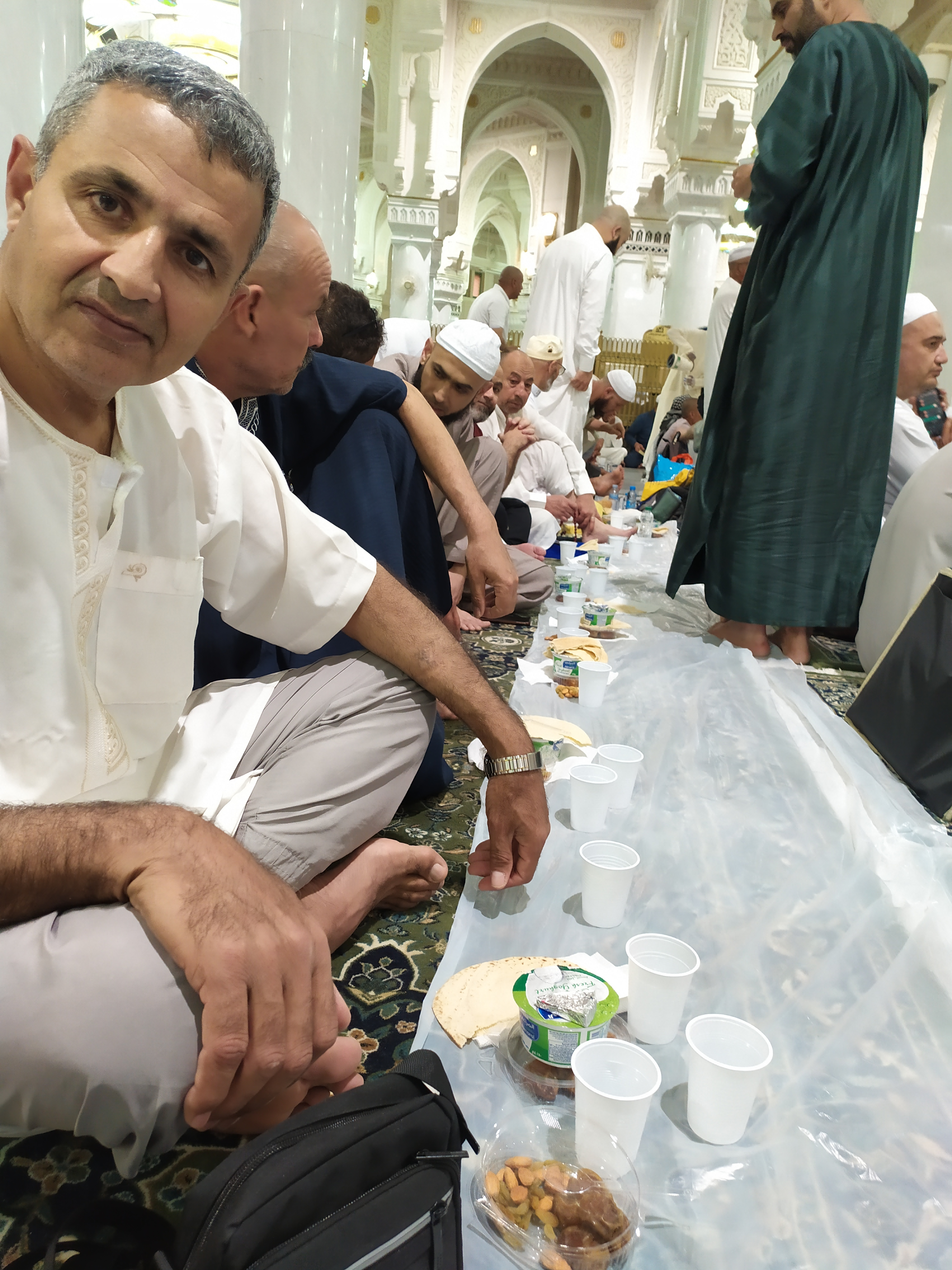
موائد الإفطار في المسجد الحرام في مكة المكرمة في رمضان.

تكتنف مكة المكرمة والمدينة المنورة أجواء روحانية خاصة خلال شهر رمضان. المساجد والشوارع تزين بالإضاءات والزينة الرمضانية، وتقام الفعاليات الدينية والثقافية لإحياء هذا الشهر المبارك.
مكة المكرمة والمدينة المنورة تحتضنان الملايين من المسلمين في شهر رمضان، وتوفر تجربة فريدة ومميزة للصيام والعبادة. تتوافر الخدمات اللازمة للصائمين والزوار لضمان راحتهم وسلامتهم خلال هذا الشهر الكريم.

## إفطار رمضان في الحرم المكي
يعتبر الإفطار في الحرم المكي تجربة مميزة ومثيرة حيث يتجمع المسلمون من جميع أنحاء العالم لتناول وجبة الإفطار في المكان المقدس. ويتميز إفطار رمضان في الحرم المكي في:
- الإعداد: تتم الاستعدادات لوجبة الإفطار في الحرم المكي بدقة واهتمام. يتم تجهيز الوجبات بشكل مبكر وتنظيمها بدقة لضمان توفرها في الوقت المحدد.
- الوجبات: يتم تقديم مجموعة متنوعة من الأطعمة والمشروبات للصائمين في وجبة الإفطار. تشمل الوجبات المأكولات المحلية والعالمية، مثل الأطباق العربية التقليدية والأطباق العالمية الشهية. تتضمن الوجبات الشوربة، والأرز، واللحوم، والدجاج، والأسماك، والمقبلات، والسلطات، والفواكه، والحلويات، والمشروبات المنعشة.
- التوزيع: يتم تنظيم توزيع وجبة الإفطار في المناطق المخصصة داخل الحرم المكي. يتم توجيه الصائمين إلى مكانهم المحدد لتناول الوجبة بشكل منظم.
- الجو الروحاني: يتميز إفطار رمضان في الحرم المكي بالجو الروحاني الخاص. يشعر المسلمون بالتواصل والترابط مع المؤمنين الآخرين ويعيشون تجربة قيام العبادة في مكان مقدس يضم الملايين من الصائمين.
- التسهيلات: توفر السلطات المعنية بالحرم المكي تسهيلات للصائمين من حيث توفير المرافق النظيفة والمريحة للصلاة والإفطار. كما توجد مرافق لغسيل اليدين وتوزيع المياه والتواليت للمصلين والصائمين.